# レース・アクロス・アメリカ
レース・アクロス・アメリカ（Race Across America、RAAM）は、世界で最も過酷な自転車耐久レースの一つで、1982年から毎年開催されている。
RAAMはレースだが、グランツール(ジロ・デ・イタリア、ツール・ド・フランス、ブエルタ・ア・エスパーニャ)とは異なり、シングル・ステージ・レースである。
RAAMは世界でも最も長いタイムトライアルレースである。RAAMはツール・ド・フランスより約30%長く、休息日は無く、半分の時間でゴールしなければならない。

## 競技ルール
RAAMは約5,000kmをシングルステージで走る。一度スタートするとゴールまで時計は止まらない。ドラフティングは禁止されており、レースは一般公道を使用して行われる。
RAAMはルート上、通過チェックのためにタイムステーションが設けられる。タイムステーションの到着時間はサポートクルーまたはレーサーが本部に連絡することで管理されており、ライダーがタイムステーションで停車する必要はない。レース中、レーサーはハンドヘルドGPSを携行しレーサーの位置情報はWebサイトを通して世界中に一般公開される。RAAMは3か所のタイムステーションにカットオフタイムが設定されており、レーサーはカットオフタイム前に通過しなければならない。

## 歴史
第1回の開催は1982年にロサンゼルス郊外サンタモニカからニューヨークまで、4人のライダーが参加した。テレビ中継されたこのレースは視聴者の想像をはるかに超えるものだった。以降ルートは何度か変更されたが毎年開催されている。1992年からは2、4、8人のリレーチーム形式のレースが導入された。リレーチームによるレースは参加資格の制限が無いことから多くのサイクリストに参加の機会が与えた。RAAMのような距離、地形、気候を組み合わせた、そして、レーサーおよびサポートクルー全員のチーム力が問われるレースは他に類を見ない。

## ルート
2008年以降はカリフォルニア州オーシャンサイドをスタートし、メリーランド州アナポリスがゴール、12州を横断し、3,000マイル(4,850km)、獲得標高170,000フィート(51,800m)のルートで競われている。
2007年以前のスタート・ゴール地点は下表の通り。
| 開催年 | スタート地点         | ゴール地点             |
| ------ | -------------------- | ---------------------- |
| 2007年 | オーシャンサイド     | アトランティックシティ |
| 2006年 | オーシャンサイド     | アトランティックシティ |
| 2005年 | サンディエゴ         | アトランティックシティ |
| 2004年 | サンディエゴ         | アトランティックシティ |
| 2003年 | サンディエゴ         | アトランティックシティ |
| 2002年 | ポートランド         | ペンサコーラビーチ     |
| 2001年 | ポートランド         | ガルフブリーズ         |
| 2000年 | ポートランド         | ガルフブリーズ         |
| 1999年 | アーバイン           | サバンナ               |
| 1998年 | アーバイン           | サバンナ               |
| 1997年 | アーバイン           | サバンナ               |
| 1996年 | アーバイン           | サバンナ               |
| 1995年 | アーバイン           | サバンナ               |
| 1994年 | アーバイン           | サバンナ               |
| 1993年 | アーバイン           | サバンナ               |
| 1992年 | アーバイン           | サバンナ               |
| 1991年 | アーバイン           | サバンナ               |
| 1990年 | アーバイン           | サバンナ               |
| 1989年 | アーバイン           | ニューヨーク           |
| 1988年 | サンフランシスコ     | ワシントンD.C.         |
| 1987年 | サンフランシスコ     | ワシントンD.C.         |
| 1986年 | ハンティントンビーチ | アトランティックシティ |
| 1985年 | ハンティントンビーチ | アトランティックシティ |
| 1984年 | ハンティントンビーチ | アトランティックシティ |
| 1983年 | サンタモニカ         | アトランティックシティ |
| 1982年 | サンタモニカ         | ニューヨーク           |

## 参加資格
RAAMはプロ、アマチュアに関わらず全てのサイクリストに門戸を開いている。ソロ・レーサーがRAAMに参加するためにはRAAM 2人または4人リレーチームでの完走、指定RAAMスタイルレース(600km以上)で平均16.9km/hで完走、指定タイムトライアルレースで指定距離以上走行(例:24 Hour WTTCにて640km、平均26.6km/h)、PAC Tour Elite Tourでの完走のいずれかが必要である。リレーチームでの参加に制限は無い。

## 使用機材
自転車の基準はUCI規格に準じて定められている。タンデム自転車、リカンベント等の異なるタイプの自転車はカテゴリ分けされている。自転車は前照灯・尾灯を装備しレース中の点灯が義務付けられている。安全のためフレーム、フロントフォーク、クランク、ペダル、ホイールへ反射材の貼り付けが義務付けられている。ヘルメットはCPSC規格または同等のヘルメットを着用しなければならない。
レース中、デジタルオーディオプレーヤー、スマートフォンの使用は許可されている。ただし、ヘッドフォンは右耳のみの使用が認められており、他方は、ジャージの中に入れるか切り離しておかなければならない。

## サポートクルー及びサポートカー
サポートクルーはレーサーの安全確保と目標達成のため重要な役割である。レーサーは、最小2台のサポートカーとそれぞれ2人の免許を所持するドライバーがいなければいけない。サポートクルーは基本的に事前登録が必要である。ただし、レース中でも申請をすることによりサポートクルーの追加は可能である。レース本部との連絡窓口としてチーフクルー(クルー代表)を登録する必要がある。サポートクルーは他のチームを助けることは認められる。ただし、意図的な妨害目的で他チームへ間違った情報を与える等は禁止されている。レース中、レーサー・サポートクルーの通信、食料、水、宿泊、医療、燃料等は全て自己負担である。サポートクルーは夜間、反射チョッキ・片脚にアンクルバンド・片腕にリストバンドを身に着けなければならない。サポートクルーの違反行為はライダーにペナルティが課せられる。 サポートカーは保安灯、鈍行車サイン等の装備が義務付けられている。レース前に主催者による車検を受けなければならない。

## 日本人選手
185 桜井要　
- 1995年 アジア人初完走
- 1996年 オフィシャルフィニッシュ・7位
- 1997年 オフィシャルフィニッシュ・5位
- 1999年 オフィシャルフィニッシュ・6位

590 鈴木和宏
- 2018年 TS44(2615マイル) DNF

604 尾澤千恵子
- 2019年 オフィシャルフィニッシュ・50歳未満女子ソロ 3位・12日18時間9分
  - サポートクルー: 根本俊之(チーフ)・櫻井要・井手マヤ・本多海太郎・鈴木ちさ・宮崎誠・平野善隆・蔡知穎・吉田仁・小島直美・陳内鉄生

674 落合佑介
- 2023年 オフィシャルフィニッシュ・50歳未満男子ソロ 4位・11日0時間44分
  - サポートクルー：森脇裕(チーフ)・Cross Colin・遠藤徳和・風戸哉男・九谷景子・丸田友之・根本俊之・野村宗史・佐藤順子・頓所直人

### 参加資格を取った日本人選手
- 桜井要　　　1994年　USA デスバレー・RAAM予選6位・RAAM挑戦資格取得、2020年　Japan RAA(Ride Around Aomori) RAAM挑戦資格取得

- 鈴木裕和　　2016年　USA RAW9位・RAAM挑戦資格取得

- 尾澤千恵子　2017年　USA Borrego Springs 6-12-24h World Time Trial Championship女子3位・RAAM挑戦資格取得
- 落合佑介　　2020年　Japan RAA(Ride Around Aomori) RAAM挑戦資格取得、2022年　USA RAW RAAM挑戦資格取得
- 吉住祐三　　2021年　Japan RAA(Ride Around Aomori) RAAM挑戦資格取得
- 加藤洋平　　2022年　Japan RAA(Ride Around Aomori) RAAM挑戦資格取得